# Эшель, Амир
Ами́р Э́шель (ивр. אמיר אשל‎; полное имя: Ами́р Шимо́н Э́шель, ивр. אמיר שמעון אשל‎; род. 4 апреля 1959, Яффа, Израиль) — израильский военачальник, генерал-майор запаса Армии обороны Израиля; в последней армейской должности: Командующий Военно-воздушными силами Израиля (с мая 2012 по август 2017 года). Генеральный директор Министерства обороны Израиля с мая 2020 по февраль 2023 года.

## Биография

### Семья и ранние годы
Амир Эшель родился в городе Яффа, Израиль, 4 апреля 1959 года.
Отец Эшеля, Йехезкель (Хези) Эшель (урождённый Батат), родился в Ираке, воевал во время Войны за независимость Израиля в бригаде «Гивати» и дослужился в Армии обороны Израиля до звания подполковника. Мать Эшеля, Эдна Эшель (урождённая Алон (Альперович)), родилась в Тель-Авиве в семье, потерявшей большую часть своих членов во время Холокоста.
Эшель вырос в Рамат-Гане, где он учился в школе «Охель Шем».

### Военная карьера
В 1977 году Эшель был призван на службу в Армии обороны Израиля и поступил на курс лётчиков ВВС.
По окончании курса в 1979 году прошёл курс боевой подготовки на базе ВВС «Эцион» на Синайском полуострове и служил лётчиком штурмовика «A-4 Скайхок» в 140-й и 149-й эскадрильях на базе ВВС «Эцион».
В дальнейшем Эшель исполнял должность инструктора Школы полётов ВВС, а затем вернулся в 140-й эскадрилью, в рядах которой принял участие в Ливанской войне 1982 года. Затем был командиром отдела инструктажа 253-й эскадрильи истребителей «F-16A/B Файтинг Фалкон», заместителем командира данной эскадрильи и главой 2-й секции Оперативного департамента в Управлении воздушных сил ВВС.
В 1991 году возглавил 110-ю эскадрилью истребителей «F-16C/D Файтинг Фалкон». С 1993 по 1995 год возглавлял 201-ю эскадрилью истребителей «F-4 Фантом», принявшую под его командованием участие в операции «Сведение счётов».
В 1996 году был назначен главой Оперативного департамента Управления воздушных операций ВВС, а в 1999 году — командиром базы ВВС «Рамон». В этой должности Эшель был замешан в инциденте, произошедшем 16 декабря 1999 года, в ходе которого Эшель, проводя стандартную проверку пилотируемого им боевого вертолёта AH-64 «Апаче», на котором в тот момент не должно было находиться боевой амуниции, ненамеренно открыл огонь по открытой территории, рядом с которой был размещён отряд солдат ПВО. В инциденте не было пострадавших, и он не повлиял в целом на дальнейшую карьеру Эшеля.
В октябре 2001 года стал командиром базы ВВС «Тель-Ноф». По предложению Эшеля в 2003 году был устроен показательный полёт истребителей израильских ВВС над концентрационным лагерем Аушвиц-Биркенау; вопреки договорённостям с ВВС Польши полёт, проведённый под руководством Эшеля, был совершён на низкой высоте в вооружённых самолётах.
В январе 2004 года Эшель возглавил Управление воздушных сил; в этой должности, помимо прочего, принял участие в командовании операцией «Дни покаяния» в секторе Газа. В ходе операции «Радуга» в секторе Газа в мае 2004 года привёл к введению новых правил, значительно укрепивших взаимодействие авиации и сухопутных войск при ведении наземных операций.
В 2006 году был назначен начальником штаба (главой Управления штаба) ВВС. Находился в этой должности во время Второй ливанской войны; помимо прочего, возглавлял внутреннее расследование ВВС Израиля в отношении бомбардировки в ливанском городе Кана 30 июля 2006 года. На этот период приходится и операция «Фруктовый сад» — воздушная атака ядерного реактора в сирийской мухафазе Дайр-эз-Заур 6 сентября 2007 года, совершённая, в соответствии с публикациями в прессе, израильскими ВВС.
27 марта 2008 года Эшель был повышен в звании до генерал-майора и назначен главой Управления планирования Генерального штаба Армии обороны Израиля, сменив на посту генерал-майора Идо Нехуштана. Возглавлял Управление во время, помимо прочего, операции «Литой свинец» в секторе Газа.
За время службы в ВВС Эшель имел на своём счету более 5500 часов времени налёта.

#### На посту Командующего ВВС
В декабре 2011 года, наравне с генерал-майором Йохананом Локером, был назван вероятным кандидатом на пост Командующего ВВС Израиля после ухода с поста генерал-майора Идо Нехуштана. При этом сообщалось, что кандидатуре Эшеля отданы предпочтения Начальника Генштаба Бени Ганца, в то время как премьер-министр Биньямин Нетаньяху желает видеть на посту Военного секретаря премьер-министра генерал-майора Йоханана Локера. 5 февраля 2012 года министр обороны Эхуд Барак утвердил решение Начальника Генштаба генерал-лейтенанта Бени Ганца назначить Эшеля Командующим Военно-воздушными силами Израиля. 2 апреля 2012 года Эшель передал пост главы Управления планирования генерал-майору Нимроду Шеферу.
10 мая 2012 года Эшель был назначен на пост Командующего ВВС, сменив генерал-майора Идо Нехуштана. При назначении на должность отказался от положенного ему по должности личного автомобиля марки «Volkswagen Passat» ввиду личного неприятия, связанного с немецким происхождением марки автомобиля.
Эшель исполнял должность Командующего ВВС в ходе операций «Облачный столп» и «Нерушимая скала», в рамках которых на ВВС была возложено исполнение значительной доли боевых задач, как путём нанесения авиационных ударов по целям противника в секторе Газа, так и посредством защиты территории Израиля системами противоракетной обороны «Железный купол» от ракетных обстрелов из сектора Газа. В ходе Гражданской войны в Сирии ВВС Израиля под командованием Эшеля нанесли около сотни ударов по конвоям поставки вооружений организации «Хезболла» и другим враждебным Израилю организациям за пределами Израиля. На ВВС под командованием Эшеля была возложена ведущая роль в проведении секретных операций против противников Израиля за пределами Израиля, в том числе на территории Сирии и в рамках противостояния угрозе ядерной программы Ирана и враждебным действиям Ирана и его союзников на Ближнем Востоке; практика проведения подобных операций в соответствии с оперативной доктриной, впервые применённой в январе 2013 года, получила в израильской военной терминологии наименование «Кампания между войнами».
В период командования Эшеля ВВС Израиля приняли на вооружение истребитель-бомбардировщик F-35, транспортный самолёт Lockheed C-130J Super Hercules, учебно-тренировочный самолёт Aermacchi M-346 и системы противоракетной обороны «Праща Давида» и «Стрела-3».
Срок Эшеля на посту Командующего ВВС был продлен на год помимо принятого. 14 августа 2017 года Эшель передал командование ВВС генерал-майору Амикаму Норкину накануне выхода в запас из армии.
На посту Командующего ВВС Эшель был награждён Золотым крестом почёта Бундесвера и орденом «Легион почёта» степени командора Вооружённых сил США.

### После выхода в запас
В феврале 2019 года Эшель был назначен в качестве представителя израильского инвестиционного фонда FIMI на должность члена совета директоров израильской компании Bird Aerosystems, занимающейся разработкой систем противоракетной защиты летательных средств, исполнял эту должность до 2020 года.
В январе 2020 года было опубликовано, что Эшель присоединился к команде бывшего Начальника Генштаба Армии обороны Израиля, лидера политического альянса «Кахоль-лаван» Бени Ганца, в качестве консультанта по плану США по ближневосточному урегулированию.
18 мая 2020 года Бени Ганц, вступивший за день до этого на должность министра обороны Израиля, объявил о своем решении назначить Эшеля на должность генерального директора Министерства обороны. Эшель вступил на должность 31 мая 2020 года, сменив на посту генерал-майора запаса Уди Адама.
На этой должности курировал, помимо прочего, проект «Нефеш ахат» («Одна душа»), начатый вследствие инцидента в апреле 2021 года, в ходе которого ветеран армии Ицик Саидиян поджёг себя в знак протеста против бюрократического подхода Департамента реабилитации Министерства обороны к его делу. В рамках проекта, объявленного министром обороны Бени Ганцем в мае 2021 года, были предприняты шаги по сокращению процедур и сроков рассмотрения обращений ветеранов, шаги по изменению подхода к рассмотрению дел ветеранов, страдающих от посттравматического стрессового расстройства, и ряд других шагов.
Также активно участвовал в развитии экспорта израильского военно-промышленного комплекса: в 2021 году объём израильского оборонного экспорта достиг рекордного показателя в 11,3 миллиардов долларов, в том числе благодаря сокращению бюрократических препятствий для осуществления экспортных сделок ввиду перевода значительной части таких сделок в формат межправительственных соглашений.
В начале ноября 2022 года после объявления результатов выборов в кнессет 25-го созыва объявил о своём намерении завершить работу на посту генерального директора Министерства обороны. 1 февраля 2023 года передал пост генерал-майору запаса Эялю Замиру.
В 2023 году Эшель присоединился к протестной деятельности против судебной реформы в Израиле, задуманной правительством под руководством Биньямина Нетаньяху.
В сентябре 2023 года был назначен председателем совета директоров израильской компании InTal Tech.
В ходе 2023 года Эшель начал консультировать также израильскую компанию Rav Bariach (08) Industries («Рав-Бариах»), занимающуюся производством продукции, в том числе дверей и замков, для строительной отрасли, в процессе основания производственного кампуса компании в Ашкелоне, а 1 февраля 2024 года был назначен членом совета директоров компании.

### Образование и личная жизнь
За время службы в армии Эшель получил степень бакалавра Обернского университета в США и степень магистра Хайфского университета в рамках обучения в Колледже национальной безопасности (в области политологии).
Проживает в мошаве Кидрон вблизи Гедеры. Женат на Авигайль Эшель, отец троих детей (Инбар, Йоав и Ори).
Входит в состав «Форума Танаха» некоммерческой организации «Компания по исследованию Танаха в Израиле».

## Публикации
- Перечень публикаций Эшеля на сайте 929.org.il (Архивировано 9 декабря 2022 года.) (иврит)
- אלוף (מיל') אמיר אשל הקמפיין שגרם לי לשבור שתיקה (Генерал-майор запаса Амир Эшель, «Кампания, заставившая меня прервать молчание»), Ynet (31.3.19) (Архивная копия от 25 декабря 2023 на Wayback Machine) (иврит)